# El M'Ghair
El M'Ghair (em árabe: اﻟﻤﻐﻴﺮ) é uma cidade e comuna no distrito de distrito de El M'Ghair, na província de El Oued, Argélia. Segundo o censo de 2008, a população total da cidade era de 49 793 habitantes.